# 洛姆
洛姆是位於保加利亞西北部的一個城市。洛姆位於多瑙河右岸。距索菲亞以北162公里，維丁東南56公里、蒙塔納以北50公里、科茲洛杜伊以西40公里。洛姆是保加利亞多瑙河上的港口中僅次於魯塞的第二重要的港口1950年到1965年期間，曾經被稱為科拉羅夫格勒。

## 外部連結
- 官方網站 （页面存档备份，存于）